# ФК Браћа Вуковић Лађевци
ФК Браћа Вуковић је фудбалски клуб из Лађевца, Србија, и тренутно се такмичи у Градској лиги Краљево групи "Морава" (сезона 2018/19) 
Клуб није био активан у сезони 2017/18 због финансијских проблема,а сезону пре су играли 4. ниво Српског фудбала - Зону Морава.
У сезони 2018/19 су били првопласирани у Градској лиги Краљево , и тако се пласирали у Рашку Окружну лигу - 5. ниво Српског фудбала.